# Jázminbokor kihajlik az utcára
A Jázminbokor kihajlik az utcára kezdetű dal Szentirmay Elemér Szivhullámok című, 10 dalból álló művének 3. dala. Gerő Károly Vadgalamb című népszínművében mutatták be 1885. január 10-én a Népszínházban.
Bárdos Lajos két szólamú gyermekkarra dolgozta fel.

## Felvételek
- Jázminbokor kihajlik az utcára. Énekel: Melis György, kísér Szalai Antal és cigányzenekara  YouTube (2016. február 8.)  (Hozzáférés: 2016. március 26.) (audió)